# Curt Bry
Curt Bry (* 16. Januar 1902 in Berlin; † 1974 in Los Angeles) war ein deutscher Kabarettist.

## Leben
Bry galt als einer der führenden Kabarettautoren Anfang der 1930er in Berlin, wo er auch Hausautor der Katakombe wurde. Nach der Machtübernahme der Nationalsozialisten beendeten diese seine Karriere.
Er schrieb beispielsweise die Chansons Schiffsjungenlied und Seemannslied in drei Farben, die von Lale Andersen interpretiert wurden.
1933 emigrierte Bry nach Amsterdam und arbeitete mit dem Ensemble des Ping-Pong (Kabarett). 1935 zog Curt Bry nach Wien. Letztendlich musste er 1938 in die USA emigrieren, wo seine Karriere in der Unterhaltungsindustrie endete.
Ihm ist ein Stern auf dem Walk of Fame des Kabaretts in Mainz gewidmet.

## Diskographie
Fünf Minuten Weltgeschichte. Kabarettchansons von und mit Curt Bry. CD mit einem Begleittext zur CD von Alan Lareau. Bear Family, Hambergen 2006